# Aubonne (Doubs)
Pour les articles homonymes, voir Aubonne.
Aubonne est une commune française située dans le département du Doubs, la région culturelle et historique de Franche-Comté et la région administrative Bourgogne-Franche-Comté.

## Géographie
Le village est établi dans un vallon orienté nord-est sud-ouest parcouru par un petit ruisseau intermittent, le Buhin.

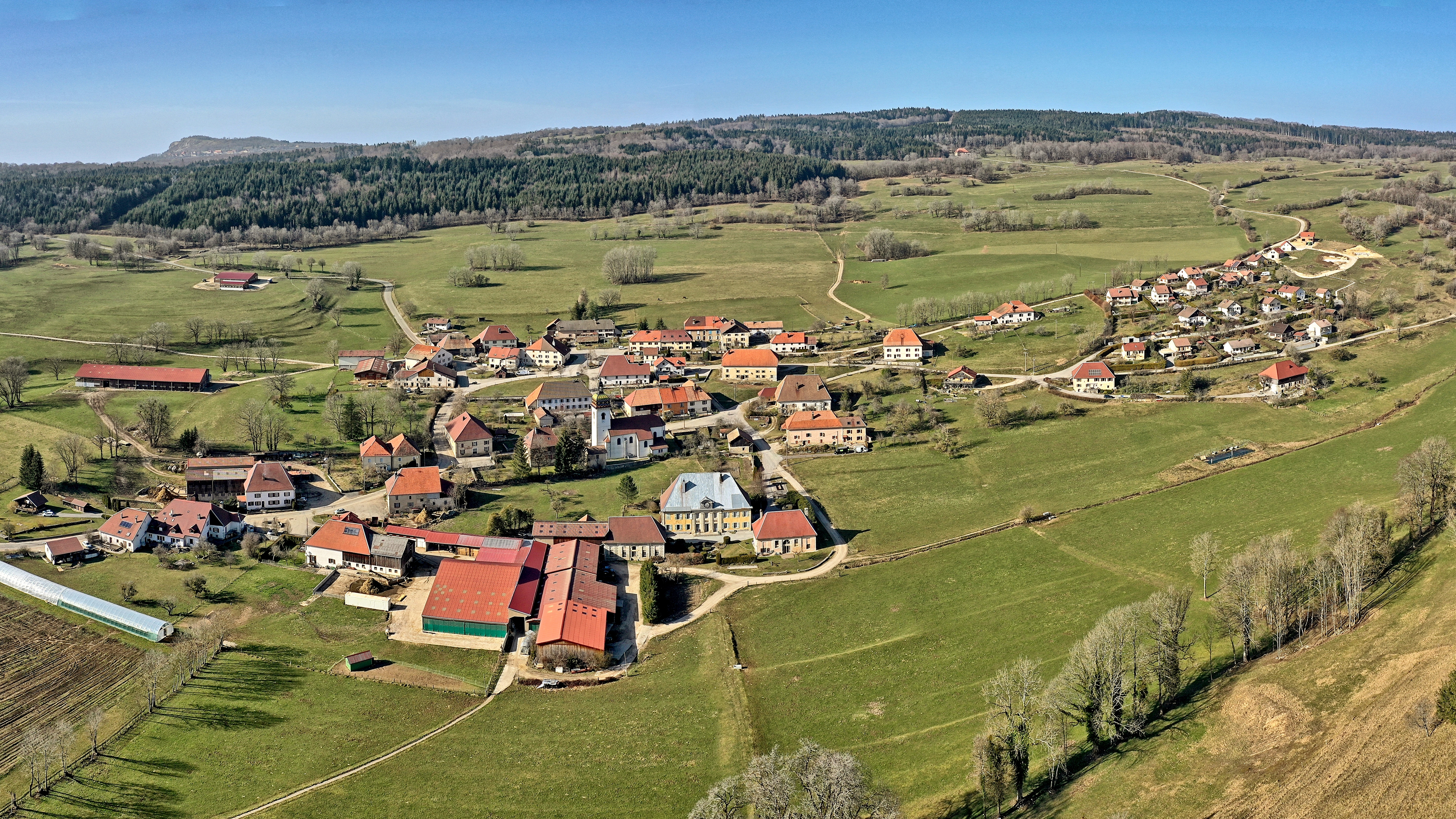
Vue générale du village.

### Climat
Pour des articles plus généraux, voir Climat de la Bourgogne-Franche-Comté et Climat du Doubs.
En 2010, le climat de la commune est de type climat de montagne, selon une étude du Centre national de la recherche scientifique s'appuyant sur une série de données couvrant la période 1971-2000. En 2020, Météo-France publie une typologie des climats de la France métropolitaine dans laquelle la commune est exposée à un climat de montagne ou de marges de montagne et est dans la région climatique Jura, caractérisée par une forte pluviométrie en toutes saisons (1 000 à 1 500 mm/an), des hivers rigoureux et un ensoleillement médiocre.
Pour la période 1971-2000, la température annuelle moyenne est de 8,5 °C, avec une amplitude thermique annuelle de 17 °C. Le cumul annuel moyen de précipitations est de 1 452 mm, avec 12,6 jours de précipitations en janvier et 11 jours en juillet. Pour la période 1991-2020, la température moyenne annuelle observée sur la station météorologique de Météo-France la plus proche, « Épenoy », sur la commune d'Épenoy à 11 km à vol d'oiseau, est de 9,2 °C et le cumul annuel moyen de précipitations est de 1 363,0 mm. 
La température maximale relevée sur cette station est de 36,4 °C, atteinte le 7 août 2003 ; la température minimale est de −18,8 °C, atteinte le 5 février 2012,,.
Les paramètres climatiques de la commune ont été estimés pour le milieu du siècle (2041-2070) selon différents scénarios d'émission de gaz à effet de serre à partir des nouvelles projections climatiques de référence DRIAS-2020. Ils sont consultables sur un site dédié publié par Météo-France en novembre 2022.

## Urbanisme

### Typologie
Au 1er janvier 2024, Aubonne est catégorisée commune rurale à habitat dispersé, selon la nouvelle grille communale de densité à 7 niveaux définie par l'Insee en 2022.
Elle est située hors unité urbaine. Par ailleurs la commune fait partie de l'aire d'attraction de Pontarlier, dont elle est une commune de la couronne,. Cette aire, qui regroupe 54 communes, est catégorisée dans les aires de moins de 50 000 habitants,.

### Occupation des sols
L'occupation des sols de la commune, telle qu'elle ressort de la base de données européenne d’occupation biophysique des sols Corine Land Cover (CLC), est marquée par l'importance des territoires agricoles (50 % en 2018), en augmentation par rapport à 1990 (44,9 %). La répartition détaillée en 2018 est la suivante : 
prairies (44 %), forêts (41,8 %), milieux à végétation arbustive et/ou herbacée (8,2 %), zones agricoles hétérogènes (6 %). L'évolution de l’occupation des sols de la commune et de ses infrastructures peut être observée sur les différentes représentations cartographiques du territoire : la carte de Cassini (XVIIIe siècle), la carte d'état-major (1820-1866) et les cartes ou photos aériennes de l'IGN pour la période actuelle (1950 à aujourd'hui).

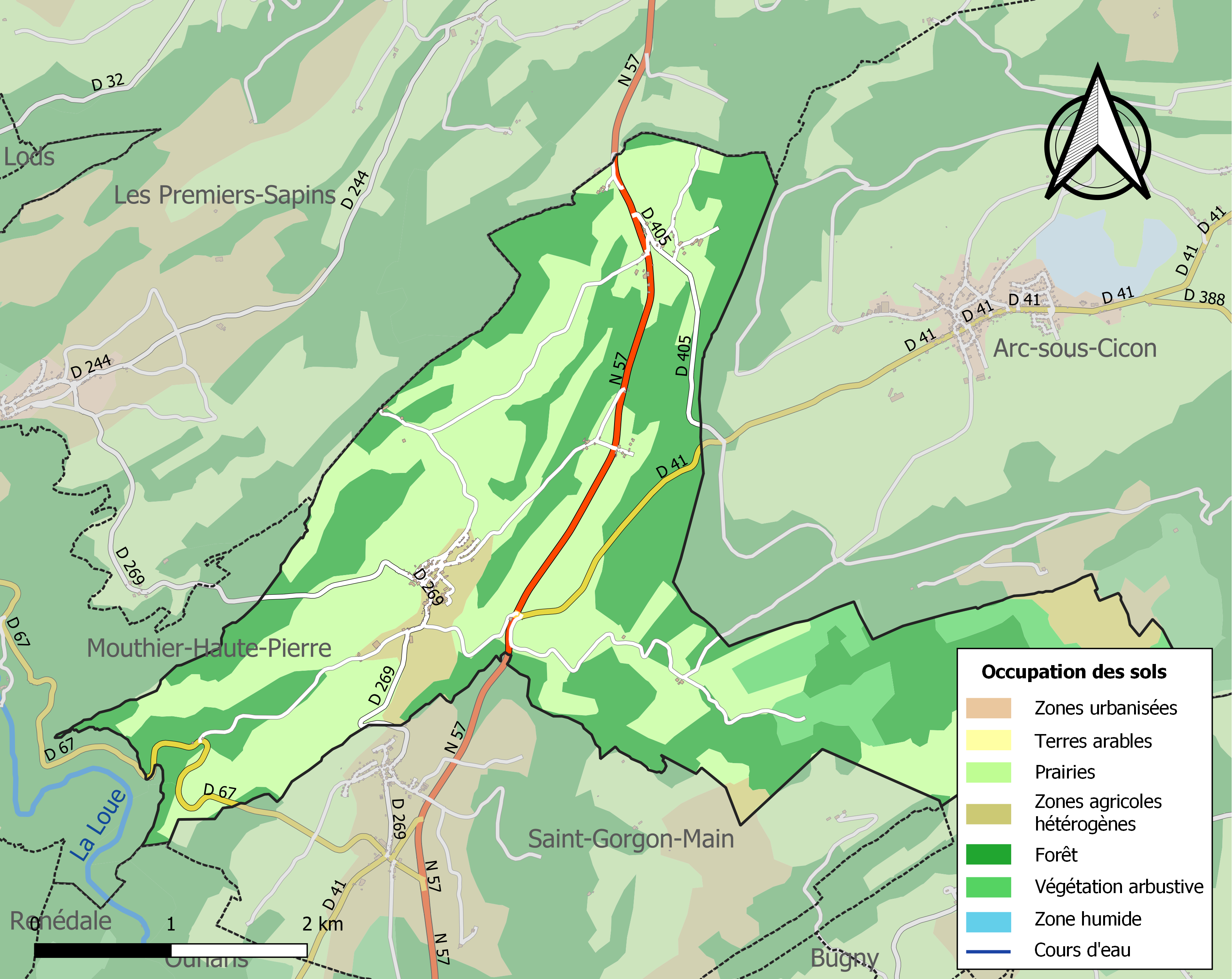
Carte des infrastructures et de l'occupation des sols de la commune en 2018 (CLC).

## Toponymie
Albonna en 1028 ; Aubogne en 1242 ; Abonne en 1260 ; Albonne en 1272 ; Abone en 1276.

## Politique et administration
| Période                                  | Période                     | Identité                                    | Étiquette | Qualité |
| ---------------------------------------- | --------------------------- | ------------------------------------------- | --------- | ------- |
| 1995                                     | mars 2008                   | Louis Chabod                                | DVD       |         |
| mars 2008                                | 2014                        | Claude Dhôte                                |           |         |
| mars 2014                                | En cours (au 1er juin 2020) | Pierre Combe Réélu pour le mandat 2020-2026 | DVG       |         |
| Les données manquantes sont à compléter. |                             |                                             |           |         |

## Démographie
Les habitants sont nommés les Albonnais.
L'évolution du nombre d'habitants est connue à travers les recensements de la population effectués dans la commune depuis 1793. Pour les communes de moins de 10 000 habitants, une enquête de recensement portant sur toute la population est réalisée tous les cinq ans, les populations de référence des années intermédiaires étant quant à elles estimées par interpolation ou extrapolation. Pour la commune, le premier recensement exhaustif entrant dans le cadre du nouveau dispositif a été réalisé en 2004.

En 2022, la commune comptait 260 habitants, en évolution de +9,24 % par rapport à 2016 (Doubs : +1,88 %, France hors Mayotte : +2,11 %).
| 1793 | 1800 | 1806 | 1821 | 1831 | 1836 | 1841 | 1846 | 1851 |
| ---- | ---- | ---- | ---- | ---- | ---- | ---- | ---- | ---- |
| 440  | 534  | 500  | 551  | 626  | 700  | 714  | 633  | 589  |

| 1856 | 1861 | 1866 | 1872 | 1876 | 1881 | 1886 | 1891 | 1896 |
| ---- | ---- | ---- | ---- | ---- | ---- | ---- | ---- | ---- |
| 524  | 584  | 599  | 540  | 475  | 480  | 452  | 493  | 452  |

| 1901 | 1906 | 1911 | 1921 | 1926 | 1931 | 1936 | 1946 | 1954 |
| ---- | ---- | ---- | ---- | ---- | ---- | ---- | ---- | ---- |
| 450  | 398  | 360  | 285  | 329  | 324  | 328  | 316  | 289  |

| 1962 | 1968 | 1975 | 1982 | 1990 | 1999 | 2004 | 2006 | 2009 |
| ---- | ---- | ---- | ---- | ---- | ---- | ---- | ---- | ---- |
| 264  | 246  | 234  | 245  | 266  | 256  | 258  | 251  | 232  |

| 2014 | 2019 | 2022 | - | - | - | - | - | - |
| ---- | ---- | ---- | - | - | - | - | - | - |
| 237  | 244  | 260  | - | - | - | - | - | - |

## Culture locale et patrimoine

### Lieux et monuments
- Château de Marguier d'Aubonne, du XVIIIe siècle, inscrit aux monuments historiques en 1979 (bâtiment privé).
- Église Saint-Antide construite en 1769[22].
- Chapelle Notre-Dame-libératrice[23].

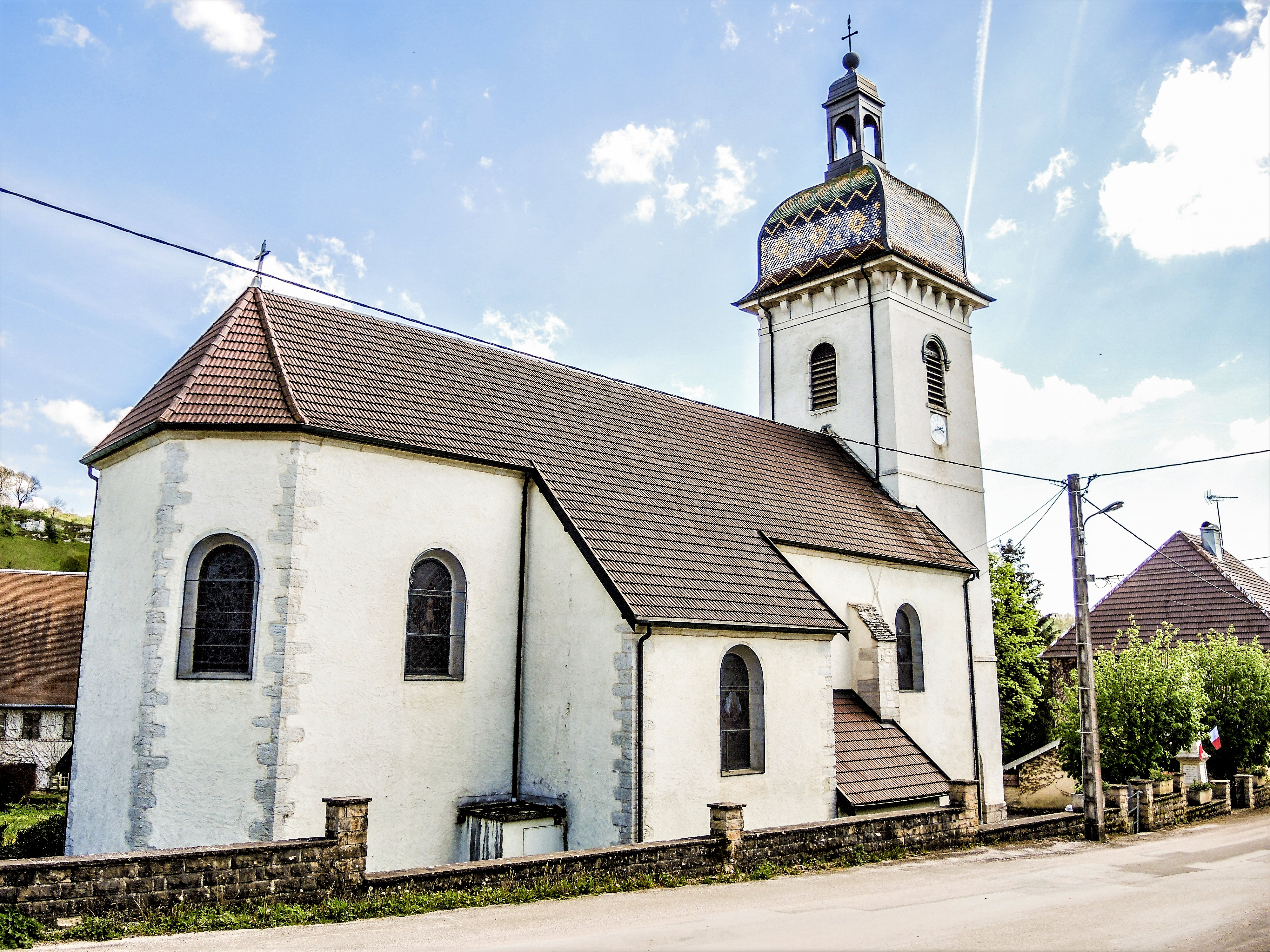
Église Saint-Antide.
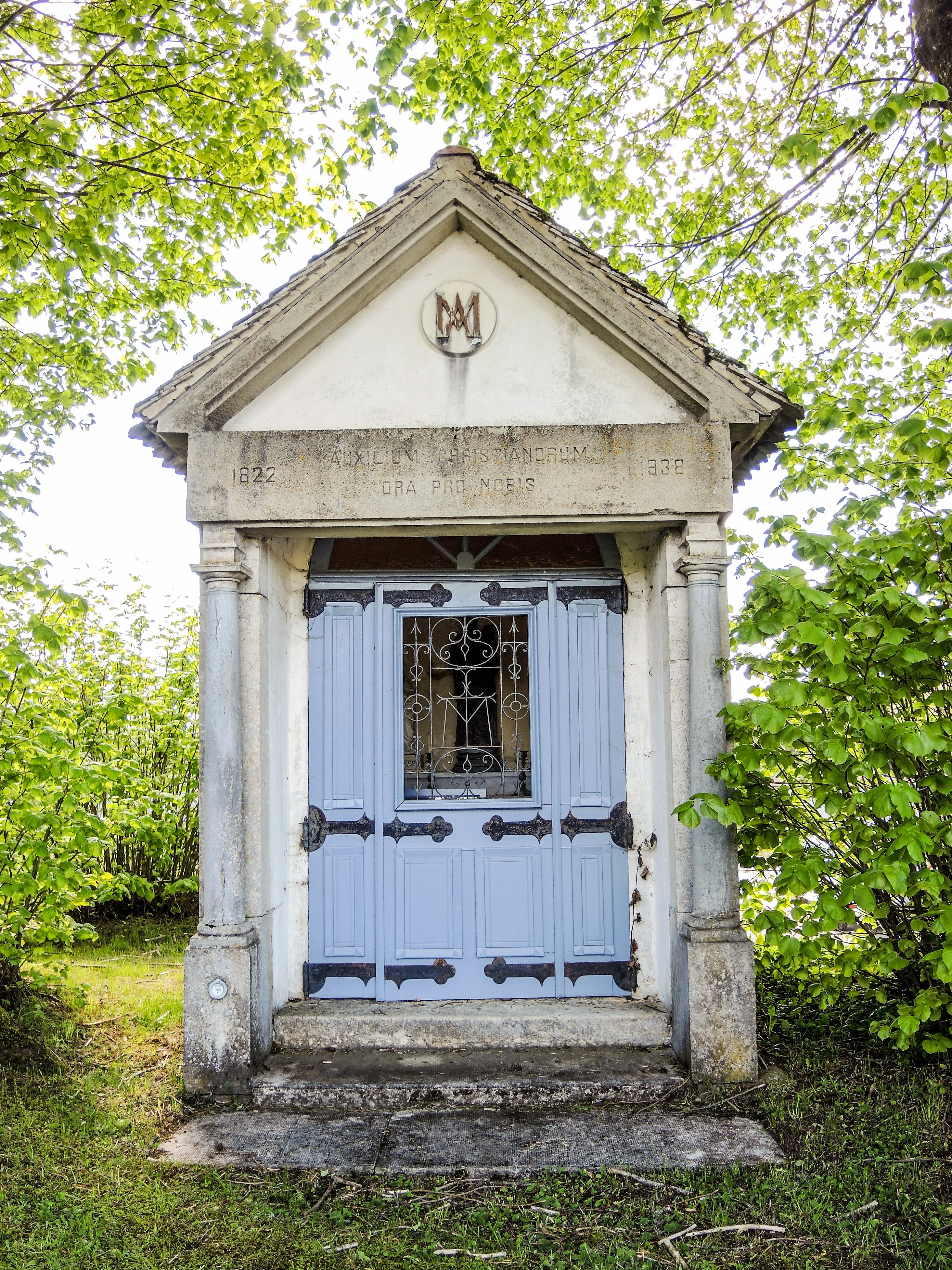
Chapelle.
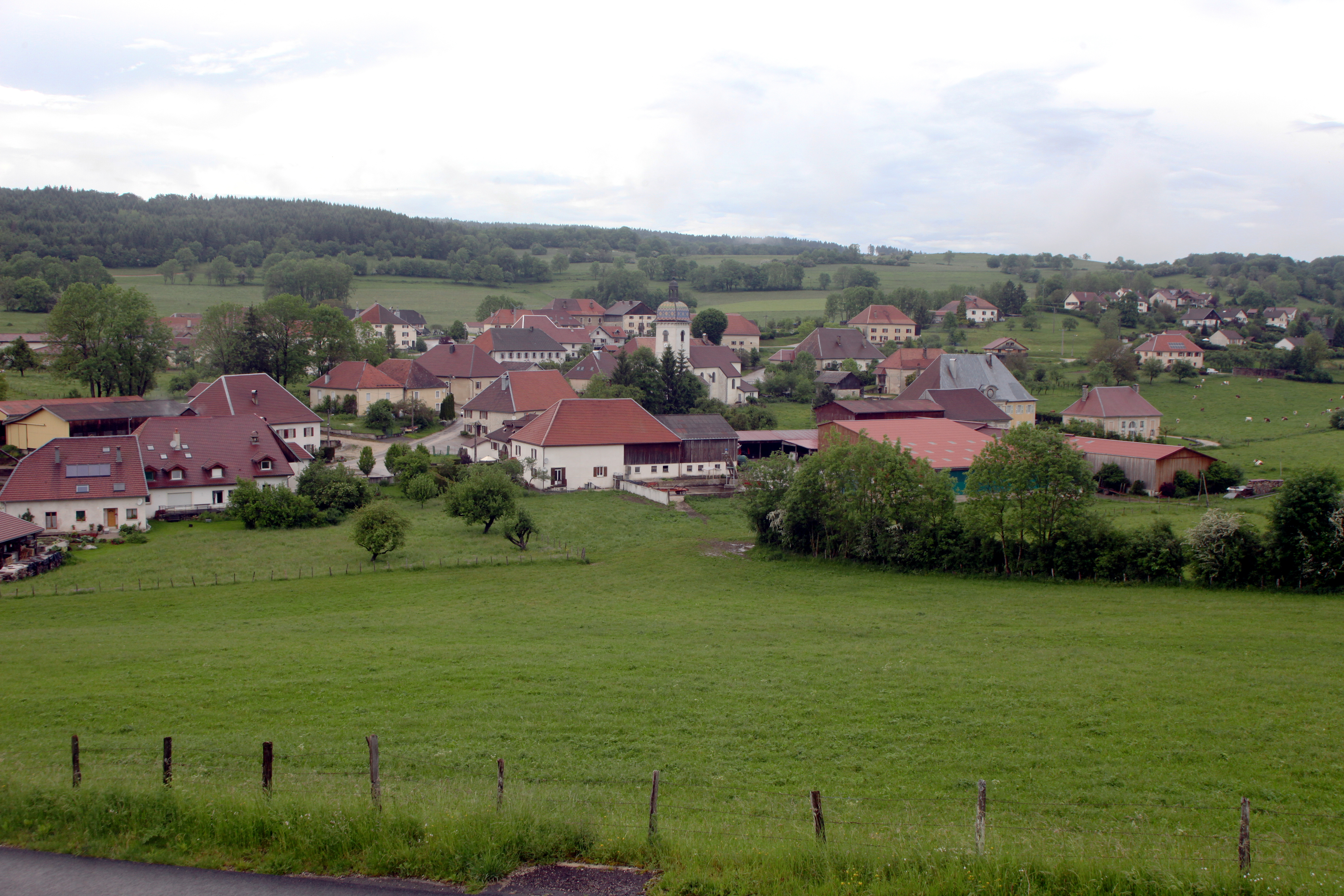
Vue du village.
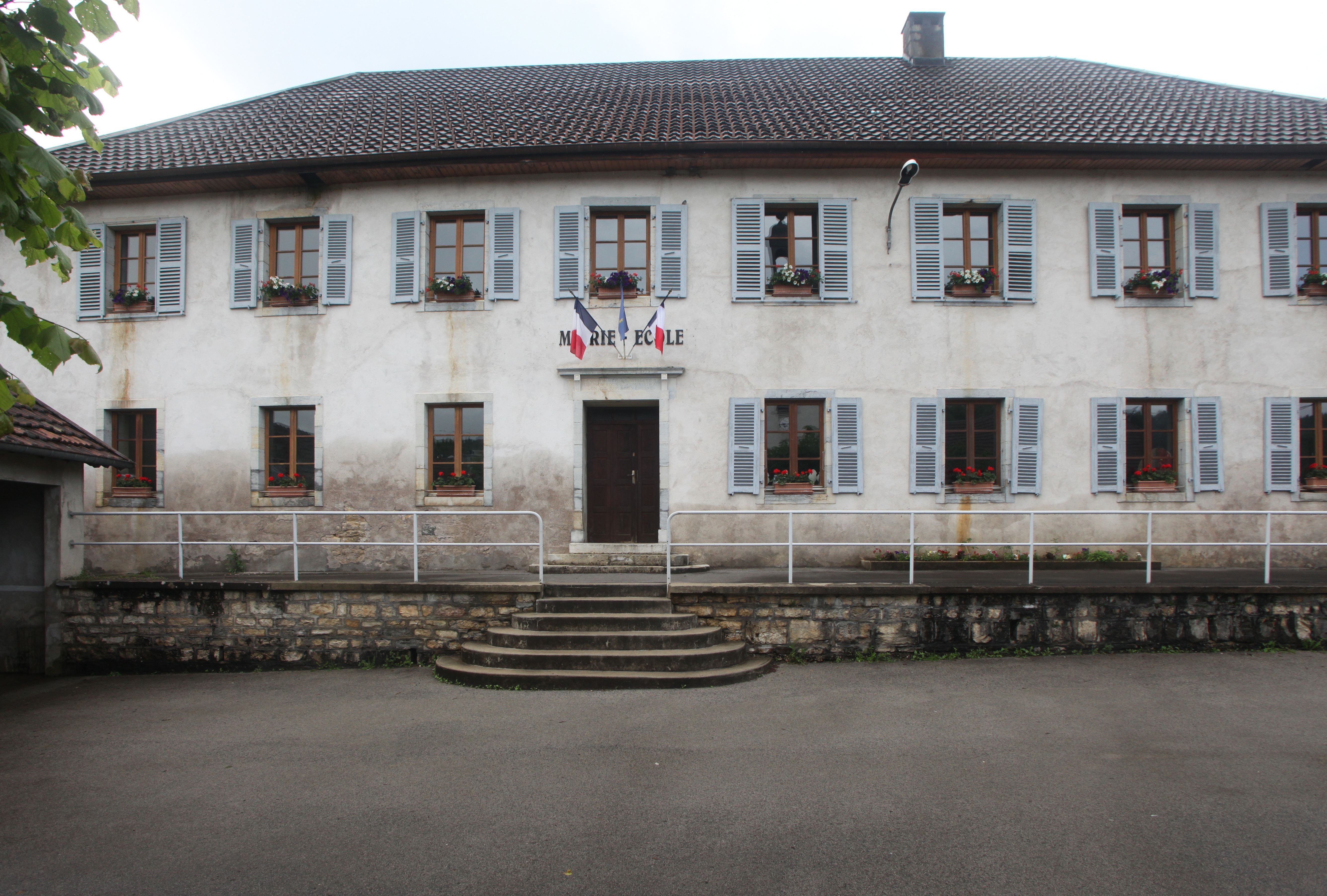
Mairie.
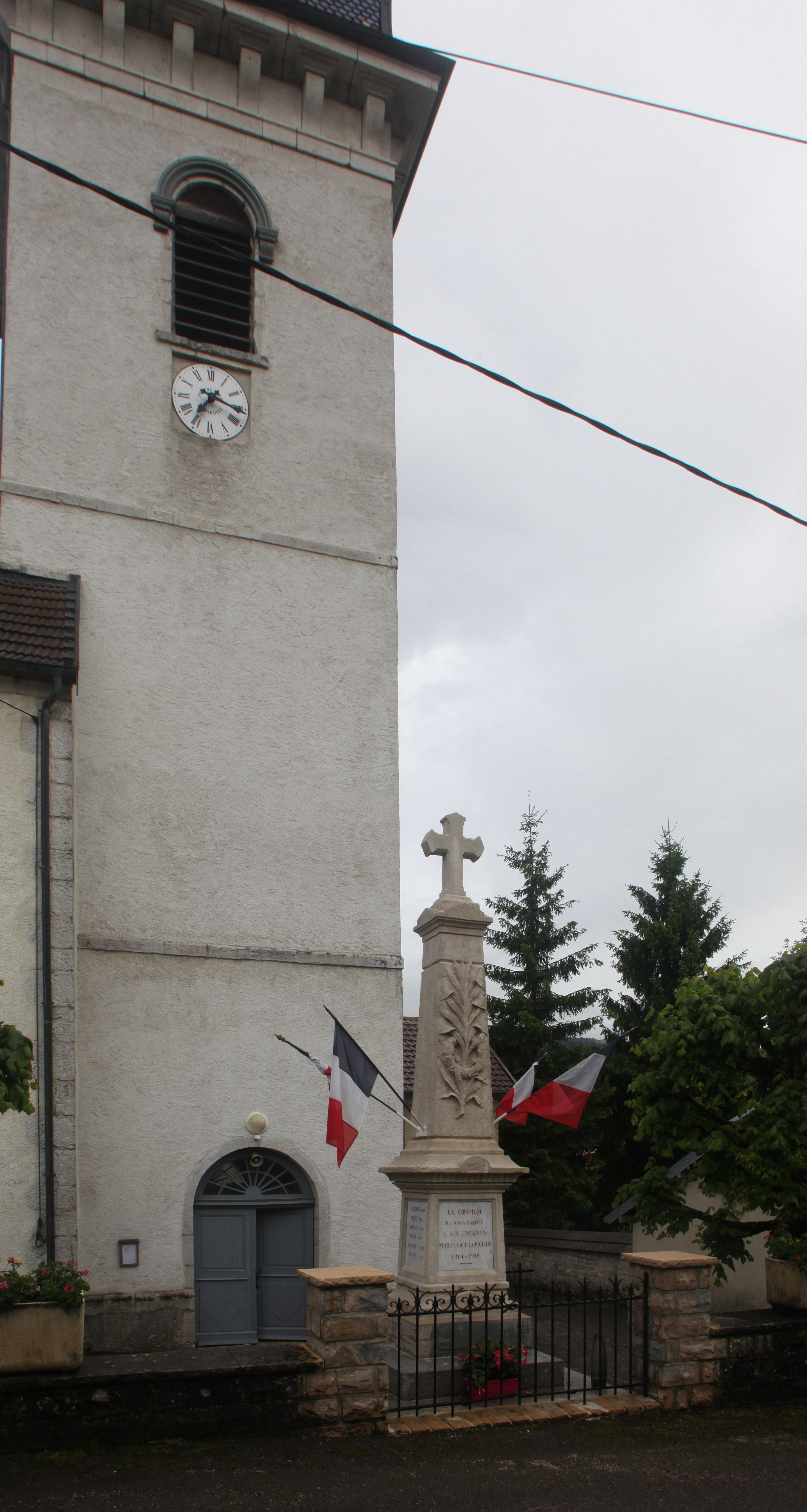
Monu- ment aux morts.

### Héraldique
| Blason de Aubonne | Blason  | D'azur au chevron d'argent accompagné en chef de deux étoiles et en pointe d'un croissant, le tout du même. |
| Blason de Aubonne | Détails | Le statut officiel du blason reste à déterminer.                                                            |